# Sabotageauftrag Berlin
Sabotageauftrag Berlin (Original: Desperate Journey) ist ein Kriegs- und Anti-Nazi-Propagandafilm aus dem Jahre 1942. Die Hauptdarsteller im Film, inszeniert von Raoul Walsh, sind Errol Flynn und der spätere US-amerikanische Präsident Ronald Reagan.

## Handlung
Der Film berichtet von der Besatzung eines Royal-Air-Force-Bombers, die ein strategisch wichtiges Ziel an der Ostgrenze Deutschlands bombardieren soll. Das Flugzeug wird beim Angriff beschädigt und erleidet eine Bruchlandung. Nur fünf der acht Männer überleben sie und die folgenden Strapazen. Flight Lt. Terrence Forbes und seine Männer haben keine andere Wahl, als sich quer durch das Territorium der Achsenmächte einen Fluchtweg nach England zu suchen. Im Verlauf des Films werden sie erbarmungslos von Wehrmachts-Major Otto Baumeister gejagt. Sie schalten mehrere Verfolger aus, verkleiden sich mit deren Uniformen und gelangen in Görings Eisenbahnwaggon bis in die Umgebung von Berlin. Ihnen gelingt es, eine Chemiefabrik zu zerstören. Anschließend kommen sie über Münster in die besetzten Niederlande. Dort wird gerade ein Bomber startklar gemacht, der einen Angriff auf die Londoner Wasserwerke fliegen soll. Die übrig gebliebenen drei Mitglieder der Besatzung, darunter Forbes und Hammond, bemächtigen sich des Flugzeugs und fliegen über den Kanal. Als er zur Landung ansetzt, sagt Forbes: „Now for Australia and a crack at those Japs!“

## Kritiken
„Der Film besteht aus einer Kette dümmlicher Episoden mit noch dümmlicheren Dialogen, und auch die lustlose Inszenierung ist nicht dazu angetan, nachhaltiges Interesse zu sichern.“

„Abenteuerlicher Kriegsfilm mit verständlichen propagandistischen Zügen. Ein Werk von unfreiwilliger Komik“

## Oscar-Nominierung
Byron Haskin und Nathan Levinson waren 1943 für den Oscar in der Kategorie Beste visuelle Effekte nominiert.